# فوقس بابنغتوني
فوقس بابنغتوني (الاسم العلمي: Silvetia babingtonii) هو نوع من الطلائعيات يتبع جنس الفوقس سلفيتي من فصيلة الفوقسية.